# Енді Барр
Гарленд Гейл «Енді» Барр IV (англ. Garland Hale «Andy» Barr IV; нар. 24 липня 1973, Лексінгтон, Кентуккі) — американський політик-республіканець, з 2013 року він є членом Палати представників США від 6-го округу штату Кентуккі.
У 1996 році він закінчив Вірджинський університет. Після вивчення права в Університеті Кентуккі і його прийому до адвокатури, у 2001 році він почав працювати в юридичній фірмі. Під час навчання він працював у апараті сенатора США Мітча Макконнелла і Національного комітету Республіканської партії. З 1996 по 1998 він також був помічником конгресмена Джима Талента з Міссурі. Пізніше він працював помічником губернатора Ерні Флетчера. Барр викладав конституційне право в Університеті Кентуккі. У 2010 році невдало балотувався до Палати представників США.
Одружений, має доньку.